# Allen Appel
Allen Appel (ur. 6 stycznia 1945) – amerykański powieściopisarz. Autor serii książek o podróżniku w czasie Alexie Balfourze, w której fikcja przeplata się z postaciami i wydarzeniami historycznymi.

## Życiorys
Allen Appel urodził się w Bethlehem (Pensylwania), a dorastał w Parkersburgu. W 1968 roku ukończył studia na West Virginia University, po czym przeprowadził się do Waszyngtonu, gdzie pracował jako ilustrator i fotograf. Zasłynął z serii kolaży ilustracji do magazynu Sunday magazine w sekcji The Washington Post. Jego praca przyczyniła się do powstania jego pierwszej książki Proust's Last Beer: A History of Curious Demises (1980). Powieść powstała we współpracy z pisarzem Bobem Arnbec. Appel stworzył do tej książki czarno-białe kolaże przedstawiające postaci ludzi i zwierząt opisywanych w książce.

## Twórczość
W okresie między rokiem 1970 a 1980 Appel napisał pół tuzina powieści obyczajowych, jednak żadna z nich nie została opublikowana. Pierwszą opublikowaną książką była Time After Time, która swoją premierę miała w 1985 roku. Powieść opowiadała historię profesora Alexa Balfour, który podróżował w czasie pomiędzy teraźniejszością, a czasami rosyjskiej rewolucji (1917). W czasie swoich nietypowych podróży Alex próbowała uratować cara Mikołaja II i jego rodzinę. W trakcie powieści główny bohater spotyka również Iwana Pawłowa, Włodzimierza Lenina, Lwa Trockiego oraz Grigorija Rasputina.
Wraz z przychylnymi opiniami, powieść otrzymała wyróżnienie najlepszej powieści dla młodzieży od Stowarzyszenia Bibliotek Amerykańskich
Time After Time  jest pierwszą książką z serii o Alexie Balfour, chociaż autor przypisuje tę książkę do serii Pastmaster. W powieściach Allena Appela bardzo często przedstawiane są postacie historyczne. Mark Twain oraz George Armstrong Custer są przedstawieni w książce Twice Upon a Time  (1988). Stowarzyszenia Bibliotek Amerykańskich nominowała tę książkę jako książkę roku dla młodzieży. Orson Welles, Rita Hayworth, Franklin Delano Roosevelt pojawiają się w książce Till the End of Time (1990), która również była nominowana przez Stowarzyszenia Bibliotek Amerykańskich. W In Time of War (2003) akcja toczy się w okresie wojny secesyjnej. W książce przedstawiony jest Ambrose Bierce, dziennikarz, satyryk i nowelista amerykański, który jest w niej głównym bohaterem. Sea of Time napisana została w 1987 roku, natomiast opublikowana dopiero w roku 2012. Opisuje wydarzenia podczas rejsu Titanica.

## Fotografia
Praca Appela jako fotografa jest pokazywana w Galerii Kathleen Ewing.

## Publikacje
- Time After Time (1985)
- Twice Upon A Time (1985)
- Sea of Time (1987, niepublikowana)
- Till the End of Time (1990)
- Proust 's Last Beer (1982)
- From Father to Son: Wisdom for the Next Generation (1993)
- Thanks, Dad (1994)
- Thanks, Mom (with Sherry Conway Appel) (1994)
- Hellhound (with Craig Roberts) (1994)
- From Mother to Daughter: Advice and Lessons for a Good Life (1995)
- Wisdom from the Kitchen (with Sherry Conway Appel) (1997)
- On the Birth of Your Child (with Sherry Conway Appel) – (1998)
- Old Dog's Guide for Pups (with Mike Rothmiller) – (2000)
- Thanks, to My Husband (2002)
- Thanks, to My Wife (2002)
- In Time of War: An Alex Balfour Novel (2003)
- My Hero: Military Kids Write About Their Moms and Dads (2008)